# Фьерро, Йоле
Йоле Фьерро (итал. Jole Fierro; 22 ноября 1926, Салерно, Италия — 27 марта 1988, Рим, Италия) — итальянская актриса.

## Биография
Родилась в Салерно. Фьерро дебютировала в начале 1950-х в неаполитанском театре, вскоре после этого начала сниматься в своих первых фильмах. В июне 1954 года снялась в сюрреалистической комедии по пьесе Дарио Фо «I sani da legare». Осенью того же года начала сниматься в фильмах Эдуардо Де Филиппо, которые достигли большого успеха.